# Veld (Voeren)
Veld is een voormalige buurtschap van Sint-Pieters-Voeren.

## Woning
Veld was gelegen langs de gelijknamige straat en bestond uit een viertal huizen. Slechts Veld 9 is daarvan overgebleven en dit huis is van cultuurhistorisch belang.
Reeds in de eerste helft van de 17e eeuw was hier sprake van een hoeve. Daarvan is het huidige huis overgebleven, dat uit 1788 stamt. Sommige onderdelen van dit huis zijn ouder. Het huis, dat in silex is gebouwd, werd einde 19e eeuw enigszins verbouwd en in 1928 gerestaureerd.
Bij het huis behoort een bakhuis, eveneens van 1788.

## Natuur
De natuur in de omgeving omvat enkele holle wegen, houtwallen en monumentale bomen.
Deelgemeenten: 's-Gravenvoeren · Moelingen · Remersdaal · Sint-Martens-Voeren · Sint-Pieters-Voeren · Teuven

Overige kernen: Berg · Drink · Gieveld · Hagelstein · Ketten · Knap · Krindaal · Nurop · Obsinnich · Peerds · De Plank · Reesberg · Rullen · Schilberg · Schophem · Schoppemerheide · Sinnich · Snauwenberg · Stroevenbos · Swaan · Ulvend · Veld · Veurs

Belgische gemeenten · Arrondissement Tongeren · Limburg · Vlaanderen